# Cameron Crowe
Cameron Bruce Crowe (Palm Springs, 1957. július 13. –) Oscar-díjas amerikai rendező, producer, forgatókönyvíró, újságíró, író, színész. A Rolling Stone magazin egyik újságírója.

## Élete
A kaliforniai Palm Springs-ben született. Apja, James A. Crowe Kentuckyból származott, és ingatlanügynök volt. Anyja, Alice Marie tanár és aktivista volt. Nagyapja görög származású volt. Három gyerek közül ő volt a legfiatalabb; két nővére volt. Egyikük meghalt, amikor Crowe kicsi volt. A család sokat költözött, de sok időt töltöttek a kaliforniai Indióban. Végül San Diegóban telepedtek le.
Kihagyta az óvodát és az általános iskola első két osztályát, így mire a katolikus középiskolába került, fiatalabb volt, mint a többiek. Gyerekkorában gyakran volt beteg.
Az iskolai újság írója lett, 13 éves korára már a The San Diego Door nevű underground kiadvány számára írt zenekritikákat. 15 éves korában érettségizett a University of San Diego High School tanulójaként. Egy kirándulás során találkozott Ben Fong-Torres-szal, a Rolling Stone szerkesztőjével, aki felfogadta Crowe-t, hogy csatlakozzon a magazinhoz. Ebben az időben olyan előadókkal készített interjúkat, mint Bob Dylan, David Bowie, Neil Young, Eric Clapton, az Eagles, a Poco, a Steely Dan, a Led Zeppelin és még sokan mások. Crowe volt a Rolling Stone legfiatalabb közreműködője.

## Magánélete
1986-ban vette feleségül Nancy Wilsont, a Heart gitárosát. 2000 januárjában ikreik születtek. 2008 júniusában külön váltak, majd 2010. szeptember 23-án elváltak. A válás 2010. december 8-án fejeződött be.

## Filmográfia
| Év   | Magyar cím                      | Eredeti cím                    | Rendező | Író  | Producer |
| ---- | ------------------------------- | ------------------------------ | ------- | ---- | -------- |
| 1982 | Változó világ                   | Fast Times at Ridgemont High   | Nem     | Igen | Nem      |
| 1984 | Szabadnak születtek             | The Wild Life                  | Nem     | Igen | Igen     |
| 1989 | Mondhatsz bármit                | Say Anything...                | Igen    | Igen | Nem      |
| 1992 | Facérok                         | Singles                        | Igen    | Igen | Igen     |
| 1996 | Jerry Maguire – A nagy hátraarc | Jerry Maguire                  | Igen    | Igen | Igen     |
| 2000 | Majdnem híres                   | Almost Famous                  | Igen    | Igen | Igen     |
| 2001 | Vanília égbolt                  | Vanilla Sky                    | Igen    | Igen | Igen     |
| 2005 | Elizabethtown                   | Elizabethtown                  | Igen    | Igen | Igen     |
| 2011 |                                 | The Union                      | Igen    | Igen | Igen     |
| 2011 |                                 | Pearl Jam Twenty               | Igen    | Igen | Igen     |
| 2011 | Az igazi kaland                 | We Bought a Zoo                | Igen    | Igen | Igen     |
| 2015 | Aloha                           | Aloha                          | Igen    | Igen | Igen     |
| 2016 |                                 | Roadies                        | Igen    | Igen | Igen     |
| 2019 |                                 | David Crosby: Remember My Name | Nem     | Nem  | Igen     |

### Színészként
| Év   | Magyar cím          | Eredeti cím                | Szerep            | Megjegyzés              |
| ---- | ------------------- | -------------------------- | ----------------- | ----------------------- |
| 1972 |                     | The Other Side of the Wind | Party vendég      |                         |
| 1978 |                     | American Hot Wax           | Kiszállító fiú    |                         |
| 1984 | Szabadnak születtek | The Wild Life              | Rendőr #2         |                         |
| 1992 | Facérok             | Singles                    | Klub interjúztató |                         |
| 2002 | Különvélemény       | Minority Report            | Busz utas         | Stáblistán nem szerepel |

### Videóklipek
| Év   | Banda                           | Dal               | Album                                              |
| ---- | ------------------------------- | ----------------- | -------------------------------------------------- |
| 1983 | Tom Petty and the Heartbreakers | "Change of Heart" | Long After Dark                                    |
| 1992 | Paul Westerberg                 | "Dyslexic Heart"  | Singles: Original Motion Picture Soundtrack        |
| 1992 | Alice in Chains                 | "Would?"          | Dirt / Singles: Original Motion Picture Soundtrack |
| 2009 | Pearl Jam                       | "The Fixer" (élő) | Backspacer                                         |